# Џон Лок
Џон Лок (енгл. John Locke; Рингтон, 29. август 1632 — Есекс, 28. октобар 1704) био је енглески филозоф  и лекар, који се сматрао једним од најутицајнијих просветљених мислиоца обично познатог као „отац либерализма”. Сматра се једним од првих британских емпиристичара, пратећи традицију Франсиса Бејкона, он је једнако важан и за теорију друштвеног уговора. Његов рад значајно је утицао на развој епистемологије и политичке филозофије. Његови текстови утицали су на Волтера и Жана Жака Руса, многе шкотске просветљење мислиоце, као и на америчке револуционаре. Његов допринос класичном републиканству и либералној теорији одразио се декларацијом независности САД.
Џонова теорија духа често се цитира као порекло савремених концепција идентитета и себе, које се значајно схватају у раду каснијих филозофа као што су Дејвид Хјум, Русо и Имануел Кант. Џон је био први који је себе дефинисао кроз континуитет свести. Замишљао је да је ум, при рођењу, био неисписана табла или табула раса. Супротно Декартовој филозофији заснованој на постојећим концептима, он је тврдио да смо рођени без урођених идеја, а то знање је уместо тога одређено само искуством које произилази из опажања чула.То је сада познато као емпиризам. Пример Џонове вере у емпиризу може се видети у његовом цитату: „шта год да напишем, чим откријем да то не може да буде истина, моја рука ће бити прва која ће да га баци у ватру.” Ово показује идеологију науке у његовим запажањима у томе што нешто мора бити у стању да се тестира више пута и да ништа не буде ослобођено од проверавања. Осврћући се на рад других, Џон је рекао да је успоставио метод самопосматрања или посматрајући емоције и понашања себе.
Његова политичка филозофија, заснована на природноправној доктрини, садржи класичне формулације темељних начела либерализма (Две расправе o влади). Залагао се за верску толеранцију (Писма o толеранцији I—IV, 1689 — 1706). Бавио се и педагошким проблемима (Мисли o васпитању, 1693).

## Биографија
Џон Лок родио се исте године као и Спиноза, а готово пола века после Хобса (1632. године). Револуционарна збивања у Енглеској средином XVII века доживљавао је као дечак и младић. Док је његов отац, правник и ватрени пуританац, као официр револуционарне армије активно учествовао у грађанском рату, дотле је син учио, најпре на Школи у Вестминстеру (1646—1653) а затим у Оксфорду (1653—1657), где је по завршетку студија остао као нека врста асистента за грчки језик и реторику, а касније за моралну филозофију. Схоластичка филозофија, која је у то време још увек доминирала у Оксфорду, није успела да зарази Лока. Осјећајући антипатију према њој, он је свој боравак у Оксфорду користио пре свега за самостално студирање новијих филозофских дела (у првом реду Декартових, а такође и Бејконових, Хобсових, Гасендијевих), као и за проучавање природних наука (хемије, експерименталне физике и нарочито медицине), те се упознао и спријатељио са славним хемичаром Робертом Бојлом и лекаром Сиденхамом, који су се на подручју својих струка борили за примену емпиријских метода.
У вријеме Локовог рада на оксфордском универзитету дошло је до рестаурације Стјуарта. Буржоазија и ново племство понудили су (две године после Кромвелове смрти) круну сину погубљеног краља Чарлсу II (владао 1660 — 1685). С обновом краљевства обновљена је и супротност између краља и парламента, те је дошло до образовања двеју странака: торијеваца (свештенство, дворска аристократија и заостало племство - присталице краљевског апсолутизма) и виговаца (представници буржоазије и новог племства - присталице ограничења краљевске власти и владавине парламента). Лок, који је у прво време после рестаурације био донекле склон Стјуартима, нашао се ускоро у табору виговаца. На такву његову политичку оријентацију много је деловало његово познанство (склопљено 1666. год.) с бароном Ешлијем, каснијим лордом Шафтсбуријем, једним од вођа виговске опозиције. У току низа година он је био кућни лекар Ешлијеве породице, васпитач његовог најстаријег сина, а такође секретар и саветник самог барона. Кад је Ешли 1672. године постао лорд-канцелар Лок је добио високу државну функцију, а кад је он ускоро после тога пао, морао је мало касније и Лок напустити свој положај (1675), те је отишао у Француску, одакле се вратио после четири године. Пред налетом реакције морао је лорд Шафтсбури 1682. године побећи у Холандију, гдје је идуће године умро, а неколико месеци после његове смрти и Лок се склонио у Холандију, где је провео пет година. То су за њега биле године плодног рада, у којима је поред осталог довршио и своје главно дело „Оглед о људском разуму“.
Међутим тријумф реакције у Енглеској није био дуготрајан. Наследник Чарлса II, његов брат Џејмс II, бавио се нереалним планом, да обнови не само радикални краљевски апсолутизам, већ и католицизам, па су се виговци споразумели с делом торијеваца, да на престо позову из Холандије краља, који ће им боље одговарати - Вилијама III Оранског. Он се одазвао позиву парламента, те се, не наишавши на отпор, искрцао 1688. у Енглеској, док је Џејмс побегао у Француску. Тај догађај се у историографији назива „славном револуцијом“ („Glorius Revolution“). Тако је 1688. године у Енглеској успостављена буржоаска монархија, у којој краљу припада углавном част, а парламенту власт. А сам парламент је био орган владавине буржоаско-племићког савеза, савеза у којем је поред јединства постојала и противуречност између торијеваца (конзервативног племићког крила тога савеза) и виговаца (његовог буржоаског крила). Између те две партије стално се водила борба и превласт је припадала час једној, час другој (до године 1760. претежно виговцима). Али та борба стално је остајала у парламентарном оквиру. Заједно с Вилијамом III Оранским (тачније: бродом, којим је путовала краљева жена), вратио се у Енглеску и Лок.
Доживевши тако победу политичких принципа, за које се залагао, он је остатак живота провео задовољан и поштован. Понуђену дужност посланика на бранденбуршком двору одбио је из здравствених разлога, али је прихватио неке лакше дужности. Године 1691. преселио се на сеоско добро једне пријатељске породице крај Лондона, гдје је мирно проживео последњих тринаест година примајући повремено посете Колинса, Молиноа, Њутна и других истакнутих научних радника и поштовалаца. Ту је овај мислилац дочекао и смрт (1704. године).

## Утицај
У касном 17. и раном 18. веку, Локове Две расправе су биле ретко цитиране. Историчар Џулијан Хопит је рекао о књизи, „изузев међу неким Виговцима, чак и као допринос интензивној дебати током 1690-их то дело је имало мало утицаја и било генерално игнорисано до 1703 (мада је у Оксфорду 1695. било забележено да је произвело 'знатну буку')”. Џон Кенјон, у својој студији британске политичке дебате од 1689 до 1720, напоменуо је да су Локове теорије биле „помињане веома ретко у раним стадијумима [славне] револуције, све до 1692, а чак још мање након тога, осим ако је намера била да се злоупотребљавају” и да „нико, укључујући већину Виговаца, није био спреман за идеју нотационог или апстрактног контракта типа који је оцртао Лок” За разлику од тога, Кенјон додаје да је дело Алгернона Сиднија Дискурси о влади било „свакако било много утицајније од Локове Две расправе”.
Током 50 година након смрти краљице Ане 1714. године, Две расправе су имале само једно додатно издање (изузев у Локовим сабраним радовима). Међутим, са успоном америчког отпора британском опорезивању, Друга расправа је задобила нове базу читалаца; тај рад је фреквентно навођен у дебатама у Америци и Британији. Прво америчко издање је објављено 1773. године у Бостону.
Лок је извршио дубок утицај на политичку филозофију, а посебно на модерни либерализам. Мајкл Зукерт је сматрао да је Лок лансирао либерализам путем критиковања Хобесијанског апсолутизма и јасног раздвајања надлежности цркве и државе. Он је имао јак утицај на Волтера, који га је називао „мудрацем Локом”. Његове расправе по питањима слободе и друштвеног уговора касније су утицале на писане радове Александара Хамилтона, Џејмса Медисона, Томаса Џеферсона, и других очева оснивача Сједињених Држава. Заправо, један параграф из Друге расправе је дословно репродукован у Декларацији независности, где се помиње „дуг низ злоупотреба”. Толики је био Локов утицај да је Томас Џеферсон написао: „Бејкон, Лок и Њутн... Ја сматрам да су то три највећа човека која су икад живела, без било каквог изузетка, и да су положили темеље тих суперконструкција које су подигнуте у физичким и моралним наукама”.
Могуће је да је Локов утицај био још већи у области епистемологије. Лок је редефинисао субјективност, или себе, и интелектуални историчари као што су Чарлс Тејлор и Џеролд Сејгел сматрају да Локов рад Есеј о људском разумевању (1690) означава почетак модерног западњачког схватање самог себе. Локова теорија асоцијације је такође знатно утицала на модерну филозофију.

## Теорија сазнања
Наш разум за Лока је празна таблица за писање (табула раса) јер ничег у нашем уму нема чега претходно није било у чулима (Nihil est in intellectu quod antea non fuerit in sensu). Он се заправо са рационалистима не спори око елементарних способности разума (памћење, асоцијације, уочавање...), већ да ли се у таквом разуму налазе самостални садржаји (идеје) који не долазе споља (из чула). Његова теорија је одговор на метафизичке спекулације о урођеним идејама. Већ код Хобса речи нису ствари, већ ознаке за врсте ствари. Код Лока идеја је назив за све што дух опажа у себи или што је непосредни предмет опажаја, мисли или разума. Ниједна ствар није урођена јер иста ствар може постојати или не постојати, а људе који не разумеју речи чудни појмови не могу збунити (округли квадрат). Ако су идеје урођене, зашто бисмо ишта откривали, зашто онда нема самоочевидности већ се све учи. Одакле сазнање и докле оно сеже. Лок каже да се наша празна табла употпуњава утисцима, иако признаје да разуме није потпуно пасиван. Домет сазнања је истоветан са доменом нашег искуства. Идеја означава сваки садржај свести, а не само опште појмове или „универзалије“. (субјективни идеализам).
Лок оставља могућност да можда постоје нека урођена морална начела (супротстављање убиству из користи), али се боји да ако то прихватимо онда заиста све идеје јесу урођене, па их само чулима оживљавамо.

## Локова подела идеја
1. Према извору – идеје из спољних утисака (идеје сензације) и оне из садржаја самопосматрања (идеје рефлексије)
2. Према сложености – просте и сложене.

а. Просте идеје су основна грађа нашег искуства и сазнања и разум је током процеса њиховог примања потпуно пасиван. Могу доћи из једног или више чула, али и путем рефлексије. У ову групу идеја спадају идеје опажања (мишљења) и воље (хтења).
б. Сложене идеје настају поређењем, апстраховањем или комбиновањем простих:
- Идеје модуса (својства) су оне које не постоје одвојене, већ на нечему и које се међусобно мешају (удаљеност, запремина, место итд.)Инка Гарсиласо де ла Вега
- Идеје супстанције су носиоци модуса и могу бити индивидуалне и основне (злато, вода...)
- Идеје релације су оне које се односе на промену неке ствари деловањем друге (узроци и последице, исто и различито, настајање и пропадање)
- Апстрактне идеје су оне које настају проналажењем заједничке идеје у простим идејама

1. Према реалности – реалне су све идеје које имају основу у реалним прототиповима, а фантастичне оне које ју немају. Све просте идеје су реалне, а фантастичне су увек сложене. (кентаур)
2. Према адекватности – адекватне идеје су оне сложене реалне идеје које у потпуности одговарају реалним прототиповима, а неадекватне су оне које своје прототипове приказују непотпуно.

Лок разликује примарне и секундарне квалитете. Идеја је име за садржај свести, а квалитет за моћ предмета да у нашој свести производе идеју. Примарни квалитети припадају предметима и одраз су реално (објективно) постојећег, па их примамо путем чула, а изазивају их спољни објекти реалним својствима (ми на њих не можемо да утичемо). Секундарни квалитети нису реално постојећи и представљају моћ предмета да путем комбинације реално постојећих квалитета изазове и оне које то нису, па их добијамо преко једног чула и оне зависе од околности опажања и стања чула.
Локова теорија се назива репрезентационом теоријом идеја и по њој су истините само реалне и адекватне идеје, односно, оне које имају реалне прототипове. Међутим, оспоривачи ове теорије кажу да се на основу идеја никада не може доказати постојање ствари по себи и зато су је негирали чак и Локови наследници, Дејвид Хјум и Џорџ Беркли.
Сазнање је, најзад, опажање повезаности или неповезаности или слагања и противречности између идеја.

## Педагошки погледи
Локово схватање света формирало се под утицајем борбе буржоазије против феудалне власти средином 17. века, под утицајем сензуалистичке теорије сазнања Ф. Бекона и под утицајем филозофије рационализма Р. Декарта. У социјално-филозофским погледима Лок развија теорију природног права, узимајући рад и право својине за основу благостања сваког појединца. Држава је, по његовом схватању, настала договором, па су људи дужни да се придржавају закона који су донели. Људи су добровољно предали део својих природних права управљачима да би им заштитили живот, слободу и имовину.
Основни филозофски погледи садржани су у његовом главном делу "Оглед о људском разуму", где сазнавање спољног света изводи из осећаја, али се ослања и на унутрашње искуство као самосталан извор знања. Иако није био доследан материјалиста, Лок је ипак својом филозофијом извршио велики утицај на француске материјалисте 18. века. Лок негира урођеност идеја, урођеност моралних особина као што је тврдило феудално племство и сматра да је душа детета по природи као чиста табла (tabula rasa) која се исписује постепено, под утицајем искуства и васпитања. Тако Лок поклања велики значај васпитању, иако није типичан представник просветитељске педагогије, путем кога се стиче искуство неопходно за практичан рад и за стварање мудрог човека и вештог "џентлмена".
Лок је у свом педагошком делу "Мисли о васпитању" објаснио педагогију "здравог разума" и истакао физички развој као базу за остали васпитни рад. У том смислу и полази од Јувеналове изреке " у здравом телу здрав је дух" и одређује задатке васпитања путем којих се остварује дисциплина тела и дисциплина духа.
Дисциплина духа је у непосредној вези са моралним васпитањем ("тајна правога васпитања") које се своди на то "да човек буде способан да се одрекне својих жеља, да ради упркос својим властитим наклоностима". Са децом треба поступати строго, навикавати их да себе обуздавају и да буду послушна. За најважније средство васпитања Лок сматра стварање навика, али им даје превелики значај, сматрајући да оне имају већу снагу него разум. Са образовањем и стварањем навика треба почети у раној младости, јер се последице тог првог васпитања осећају кроз сав живот. Посебно треба бити опрезан са физичким казнама, које сматра штетним васпитним средством, али их ипак допушта када је потребно сломити тврдоглавост детета. Лок признаје похвалу и укор као средства васпитања, који утичу на осећање части и стида. "Част и стид су најмоћнији подстрекачи душе."
Од метода моралног васпитања Лок истиче поучавање са примером као васпитним средством и навикавање деце на издржљивост, на човечност, на савлађивање страха итд. За Лока је лењост највеће зло, па је потребно пажљиво проучити да ли је у питању дечји несташлук или општа лењост. С обзиром на то да су људи различити, са неједнаким способностима и склоностима, то је, према Локу, неопходно водити рачуна о индивидуалним особинама детета. Те разлике он изводи из наслеђа као биолошког фактора развоја личности, не негирајући и утицаје околине. Што се тиче верског васпитања, Лок одбацује хришћанско-догматску религију, али ипак препоручује да се деци даје појам о богу, што потврђује да је он под утицајем средњовековне традиције.

### Умно васпитање
Када говори о умном васпитању, Лок има у виду усвајање знања која ће имати практичан значај. Тако се и објашњава да је Лок мање ценио наставу, а више морално васпитање које развија вољу за рад и лепо понашање, васпитава честитост и љубав према истини. За њега није било важно енциклопедијско знање, већ васпитање човека. Од наставних предмета он препоручује: матерњи језик, цртање, француски језик, географију, математику, астрономију, природну филозофију ( учење о природним законима), историју, право, етику и стилистику. У погледу класичних језика, Лок сматра да је довољно знати латински, док је грчки само за научнике. Осим тога, образован човек мора да влада вештинама као што су: јахање, мачевање и игре које су у функцији јачања тела и здравља. За реализацију наставних предмета Лок препоручује низ корисних савета, од тога да настава треба да буде занимљива, па до употребе одређених реквизита као наставних средстава. Ово се директно коси са схоластичком наставом, која је била бесмислена и догматизована.
У погледу васпитања и наставе, Лок се негативно односи према школама и препоручује индивидуално васпитање. Васпитање у школи је негативно, јер је у њој велики број лоше васпитане деце из свих сталежа. Син џентлмена треба да се васпитава код куће под надзором домаћег учитеља који "ће умети научити младића лепим манирима", што није могуће обезбедити у "ма којој школи са великим бројем деце". Тако је Лок своје васпитање конципирао за децу богатих, а за децу сиромашних слојева препоручује оспособљавање за рад, па су тако његови педагошки погледи класно дефинисани.

### Значај
За разлику од Коменског који се бавио дидактичким проблемима, Џон Лок је своју пажњу усмерио на проблеме васпитања, карактеристичне за енглески васпитни систем. Ту се инсистира на физичком васпитању, на формирању карактера и воље и на изграђивању енергичног пословног човека "џентлмена". Његови педагошки погледи усмерени су на практичну корист појединца и друштва у целини, али се не сме заборавити да је мислио само на децу богатих, тако да Лок не припада педагогији просветитељства.
Све ово потврђује да су његове идеје које говоре о чулном оправдању сазнања, о проблемима телесног васпитања, о развијању чула, о борби против схватања о прирођеним идејама, о важности васпитања, околине и индивидуалних разлика у сазнању, о поучавању деце на основу искуства, придавању значаја ручноме раду - све те идеје су најпозитивнији део његове педагогије, оне значе и њено обогаћивање, а снажно су утицале нарочито на француске просветитеље и на француску педагошку мисао 18. века. У том смислу Лок истиче: "Од свих људи које ми сусрећемо, девет десетина постају оно што јесу - тј. добри или зли, корисни или не - захваљујући васпитању. Оно управо и ствара огромну разлику међу људима."